# Charles Berling
Charles Berling, född 30 april 1958 i Saint-Mandé, Île-de-France, är en fransk skådespelare.

## Roller (urval)
- 1994 – Små uppgörelser med de döda
- 1995 – Nelly och herr Arnaud
- 1996 – Löjets skimmer
- 1997 – Kemtvätten
- 1998 – Ceux qui m'aiment prendront le train
- 1998 – L'Ennui
- 1999 – Bron över Seine
- 2000 – Ett känsligt öde
- 2002 – Demonlover
- 2005 – Pingvinresan (röst)
- 2008 – Sommarminnen
- 2012 – Det är bara förnamnet
- 2016 – Elle
- 2019 – Inte den du tror